# Đuka Balenović
Đuka Balenović, hrvaški general, * 4. april 1920, † ?.

## Življenjepis
Leta 1940 je postal član KPJ in naslednje leto je vstopil v NOVJ. Med vojno je bil politični komisar Posavskega odreda, 25. slavonske brigade,...
Po vojni je končal šolanje na Višji vojaški akademiji JLA in na Vojni šoli JLA ter med drugim postal glavni pribočnik vrhovnega poveljnika JLA.

## Odlikovanja
- Red bratstva in enotnosti
- Red zaslug za ljudstvo